# オテル・デ・ミル・コリン

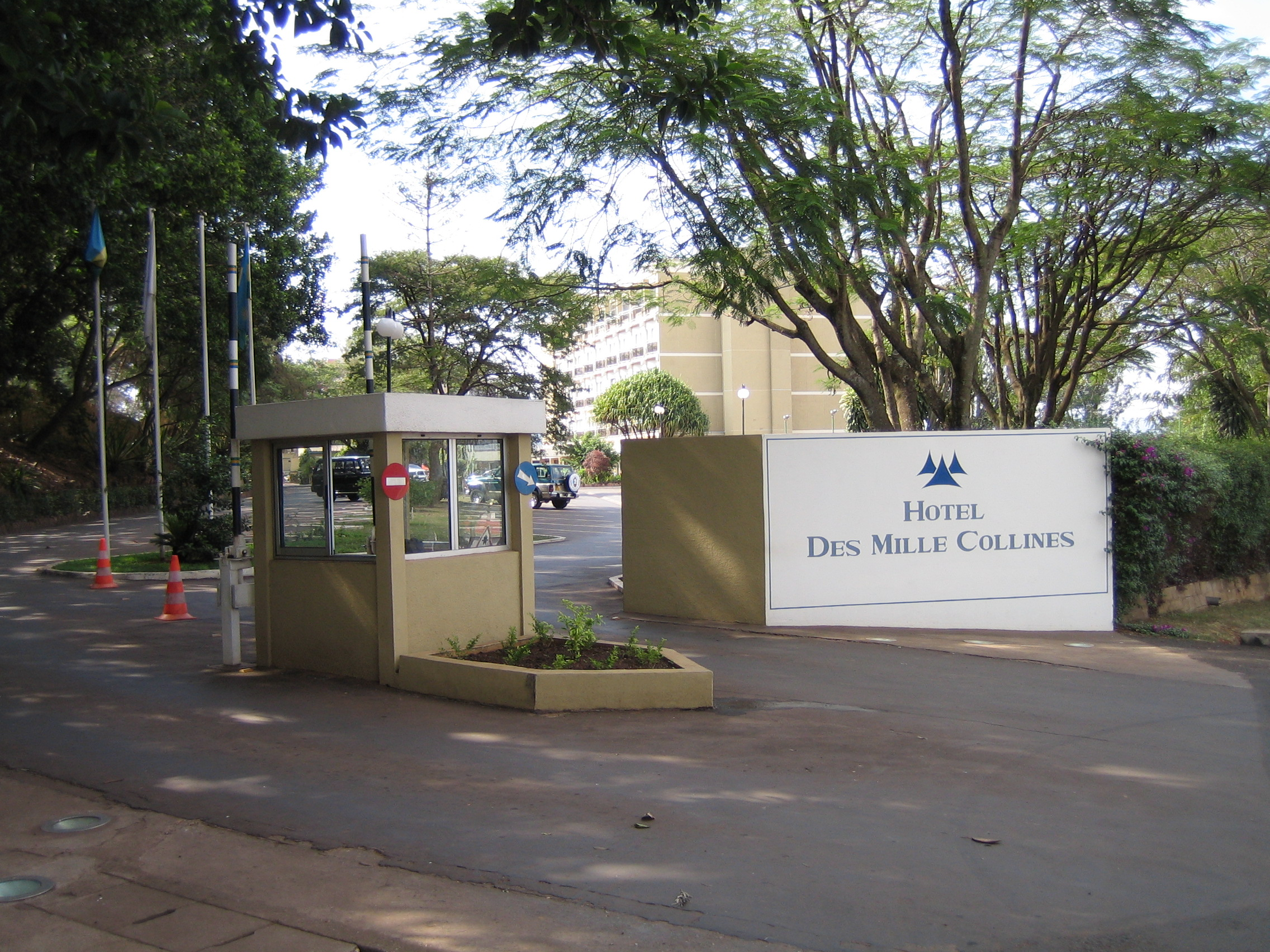
ホテル正面

オテル・デ・ミル・コリン（フランス語: Hôtel des mille collines）とは、ルワンダの首都、キガリにあるホテル。1994年のルワンダ虐殺の際に、1000人以上の避難民をかくまった場所として有名になった。映画『ホテル・ルワンダ』は当時の支配人であったポール・ルセサバギナの話をもとにしている。ホテルの名前になっている、フランス語のミル・コリン（千の丘）とは、ルワンダの別称である。

## 歴史
1973年に建設され、ルワンダ虐殺の当時は、サベナ・ベルギー航空社がホテルを経営していた。ルワンダ紛争の停戦を監視する国際連合ルワンダ支援団（UNAMIR）は1993年10月の発足当初はホテルを本部にしていたが、翌11月にUNAMIR司令官のロメオ・ダレールとルワンダのジュベナール・ハビャリマナ大統領は、1986年に中華人民共和国によって建設されたアマホロ・スタジアムを新たな本部に代えた。ホテルのヨーロッパ人支配人は退避しており、副支配人であったルセサバギナが支配人となった。フツ族の民兵に賄賂を使って避難民を虐殺から守り、水や食料を確保する手配を行い、1000人以上の避難民が助けられた。
現在でも四つ星ホテルとして営業している。施設には112の客室、カフェバー、3の会議室、レストラン、プールがある。公式ホームページによれば、2005年9月15日に、サベナ社から、ルワンダのミッコー・ホテルズ・ホールディング(Mikcor Hotels holding)に経営譲渡された。